# Stinius Fredriksen
Stinius Fredriksen (11. marts 1902 i Stavanger - 7. juni 1977) var en norsk billedhugger og maler. Han har fremstillet en række offentlige mindesmærker, og i mange år har han ledet arbejdet med restaureringen af Nidarosdomen i Trondheim.

## Opvækst og uddannelse
Stinius var søn af gårdejer Ole Fredriksen (f.1870) og Lina Talgø (f.1874). Han studerede først under Wilhelm Rasmussen på Statens Kunstakademi i 1921-1923. Han fik stipendium fra Conrad Mohr og den norske stat for at studere videre i udlandet. I 1923-24 studerede han under Émile Antoine Bourdelle i Paris. Senere besøgte han Paris igen som elev af Charles Despiau i 1928 og 1933.

## Karriere
Fredriksen har udformet mange offentlige mindesmærker som blandt andet kan ses i Oslo, Stavanger, Trondheim og Kirkenes. Aarbejde som Fredriksen udførte på 20'erne er klassiske i udformning, men fra midt på 30'erne fik hans skulpturer en mere abstrakt form.
På Verdensudstilllingen i Barcelona i 1929 fik Fredriksen æresdiplom. I 1931 giftede Fredriksen sig med Irma Lønn (f.1908).
I Bergen udførte kunstneren to af de fire statuer på fronten af tinghuset. Statuerne symboliserer de fire kardinaldyder, og Fredriksen stod for "Visdommen" og "Retfærdigheden". De to andre, "Mådehold" og "Styrke", er gjort af Nic Schiøll.
I 1950 vant Fredriksen første præmie i en konkurrence om et mindesmærke over Franklin D. Roosevelt til Rådhuspladsen i Oslo.
Fredriksen var næstformand i Bildende Kunstneres Forening fra 1945 og formand i perioden 1951-55. Han var medlem af Nasjonalgalleriets råd og indkøbskommite, samt medlem af den faste jury til Høstutstillingen.
Stavanger kommune uddeler hvert år kulturpris, hvor præmien omfatter statuetten Pike med sjal, fremstillet af Fredriksen. Kunstneren fik selv Stavanger Aftenblads kulturpris i 1958.
I 1969 blev Fredriksen udnævnt til ridder af 1. klasse af St. Olavs Orden.

### Nidarosdomen
Fra 1927 arbejdede Fredriksen med restaureringen af Nidarosdomen i Trondheim, et arbejde som med enkelte afbrud varede frem til 1965. Fra 1945 ledede han skulpturarbejdet på vestfronten. I alt leverede han 24 værker til kirken, med apostelen Andreas (1929) som det første bidraget.
I arbejdet med Nidarosdomen udviklet Fredriksen en personlig gotisk stilart. Til Dagbladet 20. november 1965 udtalte han "Dette med gotikken har aldrig betydet nogen spændetrøje for mig. Gotisk skulptur er friere og mere levende i forhold til arkitekturen end nogen anden form".
Af medarbejderne i Trondheim blev Fredriksen på spøg kaldt "Sankt Inius".

### Stavanger Domkirke
I 1962 fuldførte Fredriksen fire helgenstatuer i østfronten på Stavanger Domkirke, som en del af restaureringsarbejde. Statuerne i fedtsten er i højgotisk stil og fremstiller øverst til venstre Sankt Katarina (1347-80), øverst til højre Sankt Birgitta (1303-73), nederst til venstre Stavangers skytshelgen Sankt Svithun (-861) og nederst til højre Sankt Vincent. Helgerne er udstyret med traditionelle attributter: St. Katarina med sværd og hjul, St. Birgitta med bog, St. Svithun med bog og bispestav og St. Vincent med møllehjul og ravn. Fredriksen har valgt fire af de helgenerne som er knyttet til de tolv altre som er kendt fra 1400-tallet i kirken.

## Værker
- 1925 Gutten og bukken, bronze, Byparken. Midler fra Bertha Berg, født Randulffs legat.
- ? Olaf Nordhagen, Trondheim.
- 1933 Statue av Peter Andreas Munch, bronze, Universitetsplassen, Oslo.
- 1934 Statuer udenfor Tinghuset i Bergen, Visdommen og Rettferdigheten.
- 1935 Statue Mor med unge, marmor. I Nasjonalgalleriet.
- 1940 Minnestatue over Johan Sverdrup, kvindefigur på sokkel med relief, Oslo konserthus.
- 1948 Statue af Lars Hertervig, granit, Hertervigs plass i Stavanger. Midler fra Stavanger Byselskap og Bertha Berg, født Randulffs legat.
- 1948 Relieffet Dommedag, Nidarosdomen, Trondheim.
- 1950 Byste af Peter Waage, Universitetet i Bergen.
- 1950 Byste af Cato Guldberg, Universitetet i Bergen.
- 1950 Statue af Franklin D. Roosevelt, Rådhusplassen, Oslo.
- 1952 Russermonumentet, Kirkenes.
- 1957? Altertavle, Molde domkirke.
- 1950 Krigsminnesmerke, Rambergan i Tromsø.
- 1962 Fire helgenstatuer i østfronten på Stavanger domkirke, fedtsen
- 1963 Statue af Ole Halvor Holta, Notodden
- 1970 Statue af Bergens skytshelgen St.Sunniva, Bergenhus, Bergen.
- 1972 Statue kong Haakon VII, Trondheim.
- 1981 Statue Pike med sjal, bronze. Støbt efter en model fra ca. 1960. Bjergstedparken i Stavanger.
- ? Byste af Vilhelm Bjerknes, Universitetet i Bergen.
- ? Byste af Olav Duun